# Маргарета фон Юлих
Маргарета фон Юлих (на немски: Margarethe von Jülich, * 1350, † 10 октомври 1425) от фамилията Юлих е дъщеря на граф Герхард фон Берг и съпругата му Маргарета от Равенсберг (1315-1389).
Маргарета се омъжва през 1369 г. за Адолф I фон Марк (1334–1394), бившият архиепископ на Кьолн (1363–1364) и от 1368 г. граф на Клеве, от 1391 г. регент на графство Марк. След смъртта на нейния съпруг през 1394 г. тя живее в замък Монтерберг. Умира през 1425 г. и е погребана до нейния съпруг в манастирската църква на Клеве. Техните гробове са запазени. Те имат децата:
- Адолф II (* 1373; † 1448), граф на Клеве
- Дитрих II (* 1374; † 1398), граф на Марк
- Герхард († 1461), от 1430 граф на Марк
- Хайнрих (умира млад)
- Валтер (умира млад)
- Йохан (умира млад)
- Вилхелм (умира млад)
- Маргарета (* ок. 1375, † 1411), омъжва се 1394 г. за Албрехт I Баварски († 1404), херцог на Щраубинг-Холандия, син на император Лудвиг IV Баварски
- Минта (?; умира млада)
- Елизабет (* ок. 1378, † сл. 1439), омъжва се I. 1393 за Рейнолд фон Валкенбург († 1396), II. 1401 за Стефан III фон Байерн-Инголщат († 1413)
- Йохана († сл. 1415), абатиса на Хьорде
- Енгелберта († 1458), омъжва се 1392 г. за граф Фридрих IV фон Моерс († 1448)
- Катарина († 1459)
- Ирмгард
- две други умрели рано дъщери